# 田沼意行
田沼 意行（たぬま おきゆき/もとゆき、貞享3年（1686年） - 享保19年12月18日（1735年1月11日））は、江戸時代中期の紀州藩士、幕臣（旗本）。田沼義房の子。田沼意次・意誠・意満兄弟の父。

## 生涯
紀州藩の足軽の子。父義房（意房とも）は病にかかり、紀州藩の禄を離れて和歌山城下で静養することになったため、子の意行は田代七右衛門高近（紀州藩家臣）に養われることとなり、その娘婿となった。
紀州藩に仕官し、部屋住みで主税頭と称していたころの徳川吉宗に仕え、以降の側近であった。宝永2年に吉宗が紀州藩主となると奥小姓を務めた。享保元年（1716年）に吉宗が将軍に就任した際に200人以上の紀州藩士を幕臣へ編入し、特に側近に配置したが、意行も将軍小姓として召されて、幕府旗本に列した。6月、将軍の小姓となり、29歳の時に300俵を受けた。享保4年（1719年）7月27日、のちに幕府老中となる子の田沼意次が生まれる。享保9年（1724年）11月に従五位下主殿頭（小姓上位者の通例である諸大夫への任官）に叙任し、享保18年（1733年）9月には300石を与えられて、それまで支給されていた切米も石高に改められて、相模国高座大住郡に600石を賜った。享保19年（1734年）8月、小納戸頭取となったが、12月18日に死去。享年49。田沼家の家督は意次が継いだ。
吉宗の将軍就任によって紀州藩から江戸幕府へ組み入れられた同僚には、同期で家重付になった藪忠通（後に御側御用取次）や吉宗小姓になった岩本正房がいる。

## 系譜
- 父：田沼義房
- 母：不詳
- 妻：田代高近養女・辰
  - 長男：田沼意次
  - 次男：田沼意誠
  - 三男：田沼意満（文助）- 延享4年（1747年）に夭折。
  - 娘：新見正則妻 - 新見の娘の一人は田沼意次の養女となった。